# Moschea di Gazi Husrev-beg
La moschea di Gazi Husrev-beg (Bosniaco: Gazi Husrev-begova Džamija, Turco: Gazi Hüsrev Bey Camii) è un'importante moschea di Sarajevo. Costruita nel XVI secolo, è la più grande moschea storica della Bosnia ed Erzegovina e una delle strutture ottomane classiche più rappresentative dei Balcani. Fin dalla sua costruzione costituisce la moschea centrale di Sarajevo, per questo oggi funge anche come principale luogo di culto della Comunità Islamica di Bosnia ed Erzegovina. È situata nel quartiere Baščaršija, nella municipalità di Stari Grad, e rappresenta uno dei maggiori monumenti di richiamo per i turisti nella città.

## Storia
La moschea è stata costruita nell'anno 937 del calendario islamico (1530-31 di quello giuliano) come edificio centrale della fondazione voluta da Gazi-Husrev Beg, che comprendeva anche un maktab, una madrasa, un bezistan (mercato coperto) e un hammam; quest'opera del governatore ottomano del Sangiaccato di Bosnia ha costituito un momento cruciale per lo sviluppo della città.
Non è chiaro il nome dell'architetto, ma dopo diverse ipotesi (tra cui quella che attribuisce l'opera al celebre Sinān) molti studiosi ritengono Acem Esir Ali "Alaüddin", architetto ottomano di origine persiana, come il più probabile costruttore della moschea. È comunque possibile che lo stesso Sinan abbia ispezionato i lavori, dal momento che era attivo nella regione in quel periodo. Documenti storici testimoniano che parteciparono alla costruzione delle maestranze ragusee, appositamente richieste al loro governo da Gazi Husrev Beg.

### Assedio di Sarajevo
Durante l'Assedio di Sarajevo le artiglierie serbe bersagliavano di proposito i principali centri di cultura della città, come musei, biblioteche e moschee; essendo la più grande e più nota, la moschea di Gazi Husrev-beg fu un facile obiettivo.
La moschea ha subito gravi danneggiamenti che hanno necessitato un'opera di ricostruzione, con aiuti stranieri, iniziata già nel 1996. Il vecchio strato scolorito di decorazione risalente all'epoca austro-ungarica fu rimossa e, non trovando resti di uno strato decorativo più antico, furono disegnati e realizzati dei nuovi interni da parte del calligrafo bosniaco Hazim Numanagić tra il 2001 e il 2002. La decorazione austro-ungarica in stile moresco rimane solo nel portale d'ingresso.

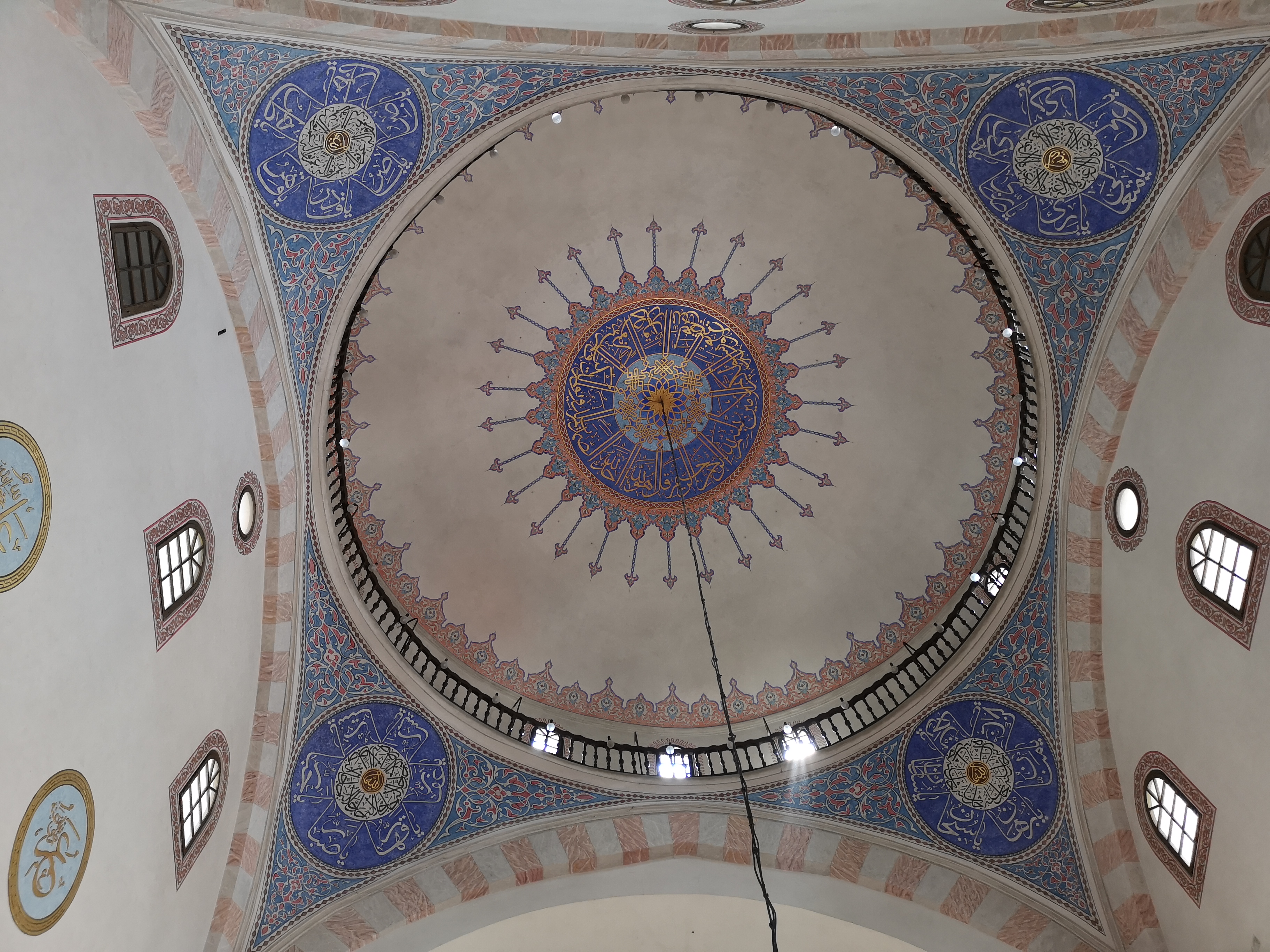
Cupola interna della Moschea di Gazi Husrev-beg

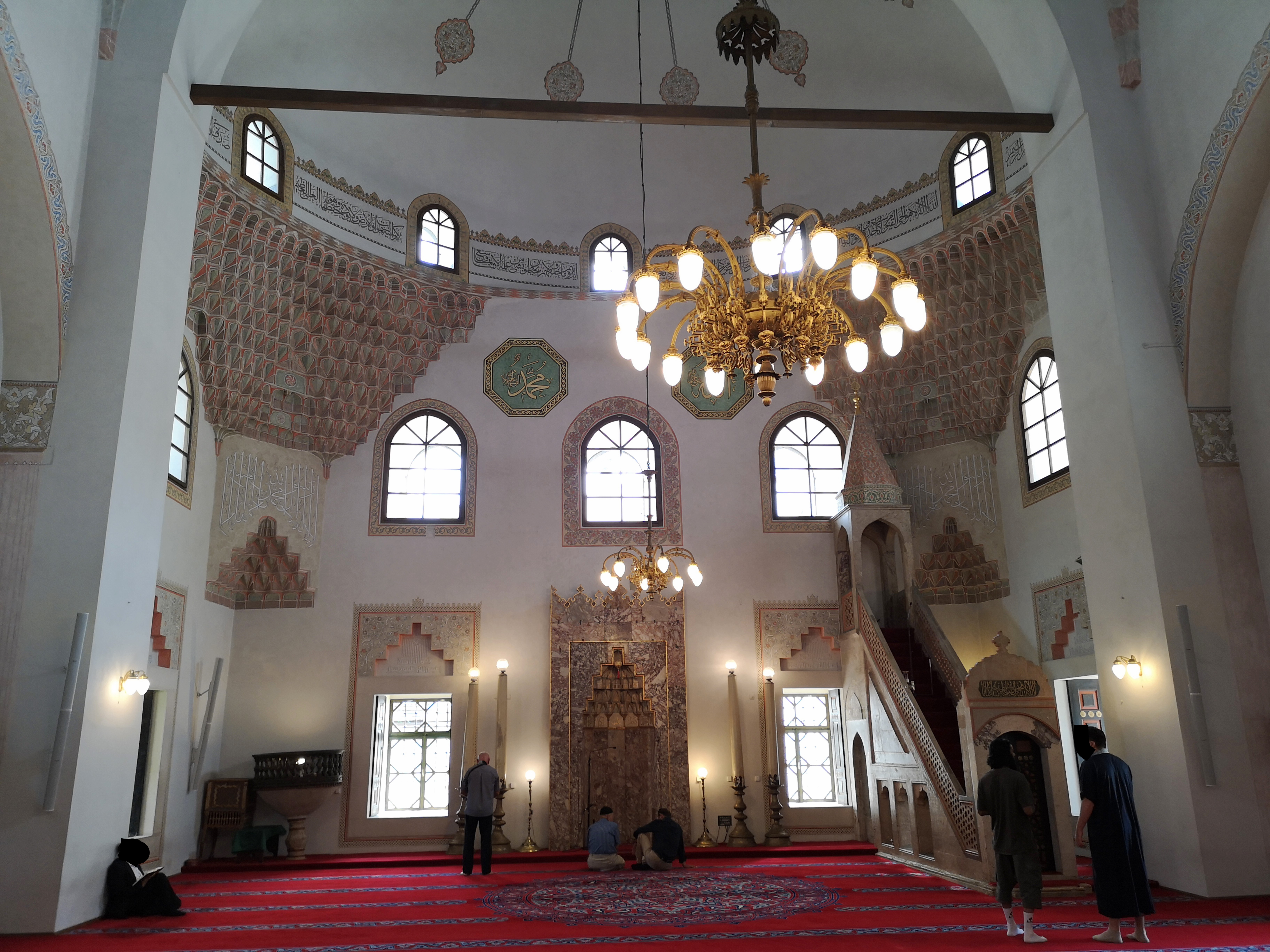
Interno della Moschea di Gazi Husrev-beg

## Galleria d'immagini

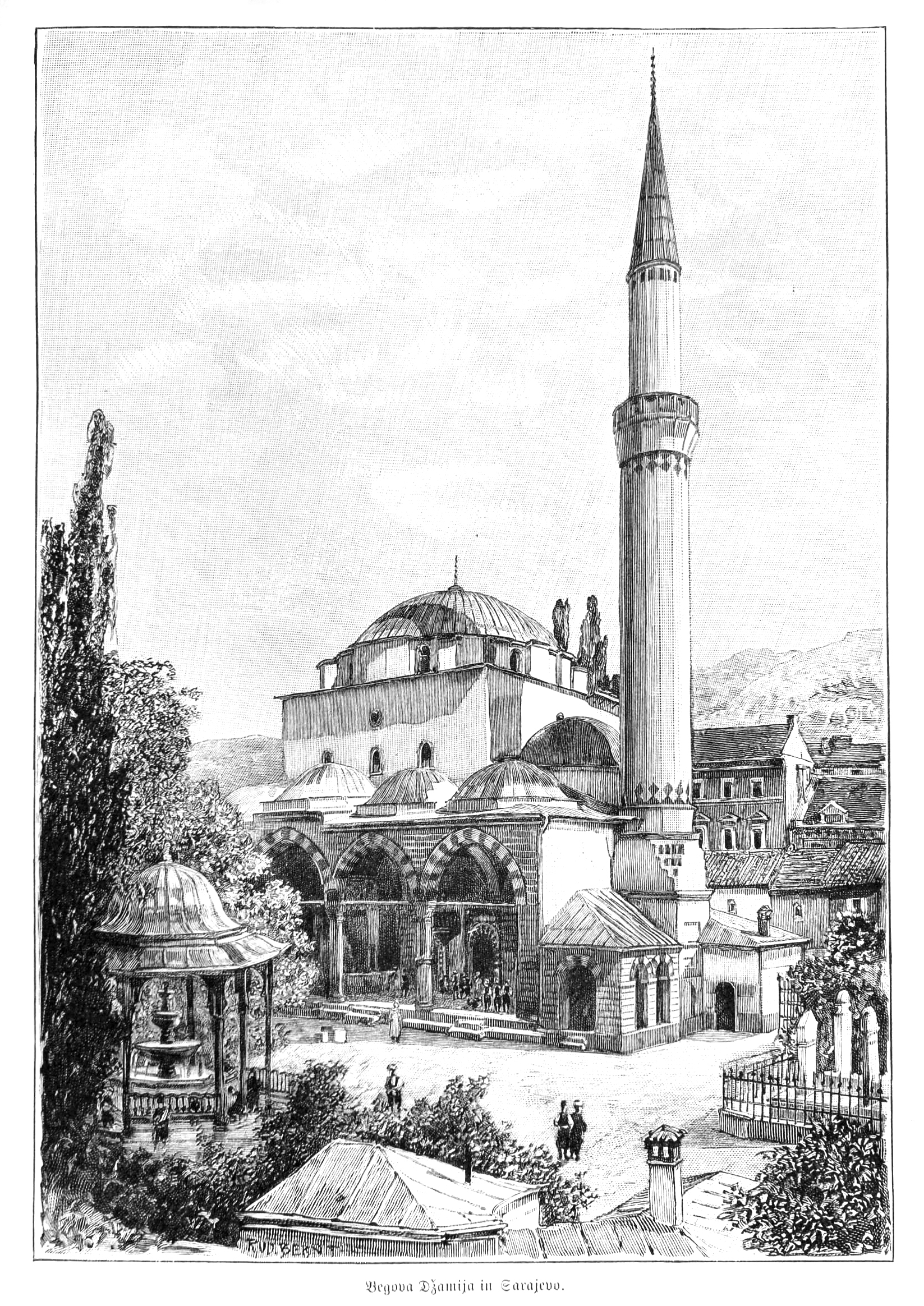
La moschea nel 1900
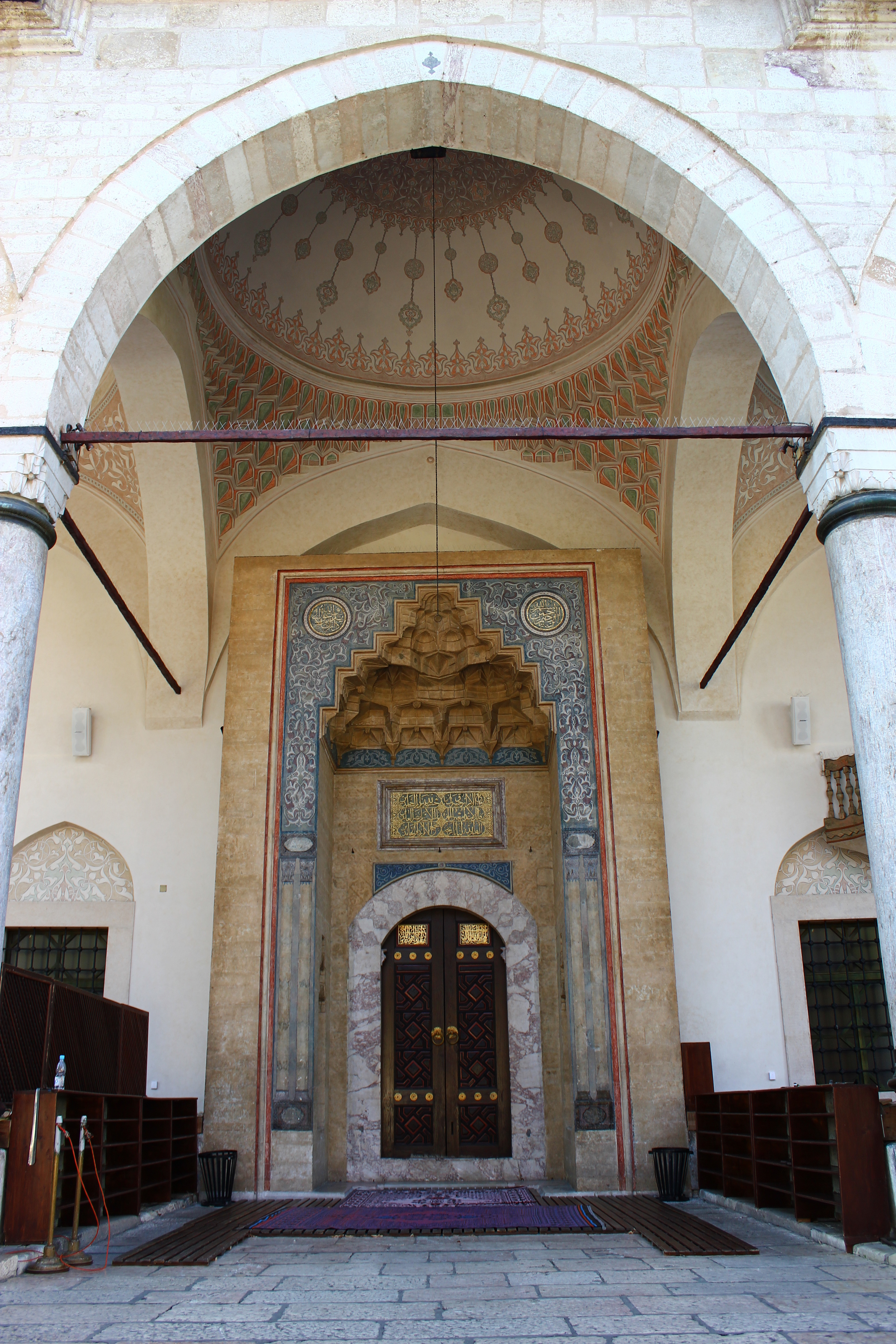
L'ingresso
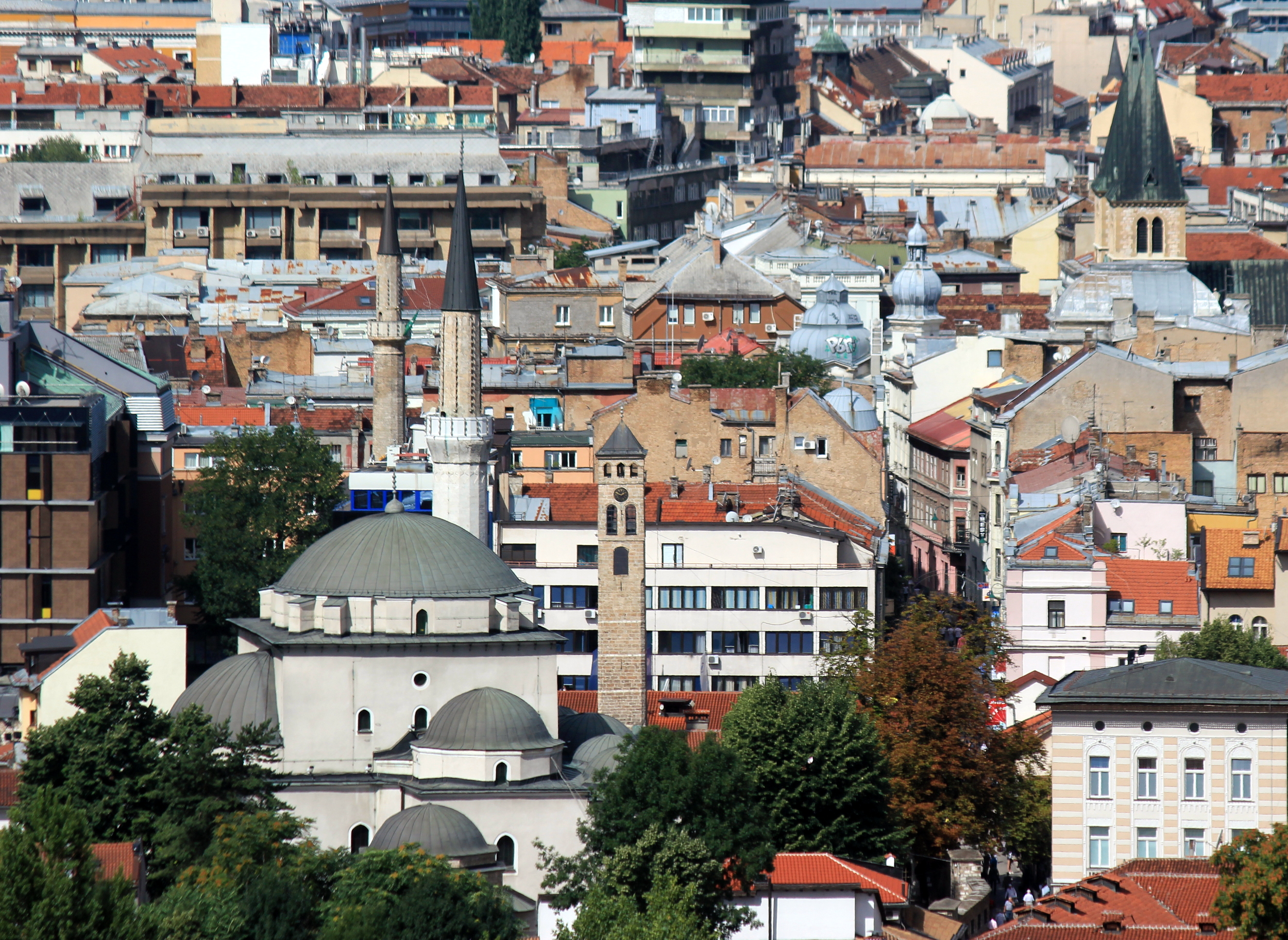
Veduta da est della Moschea
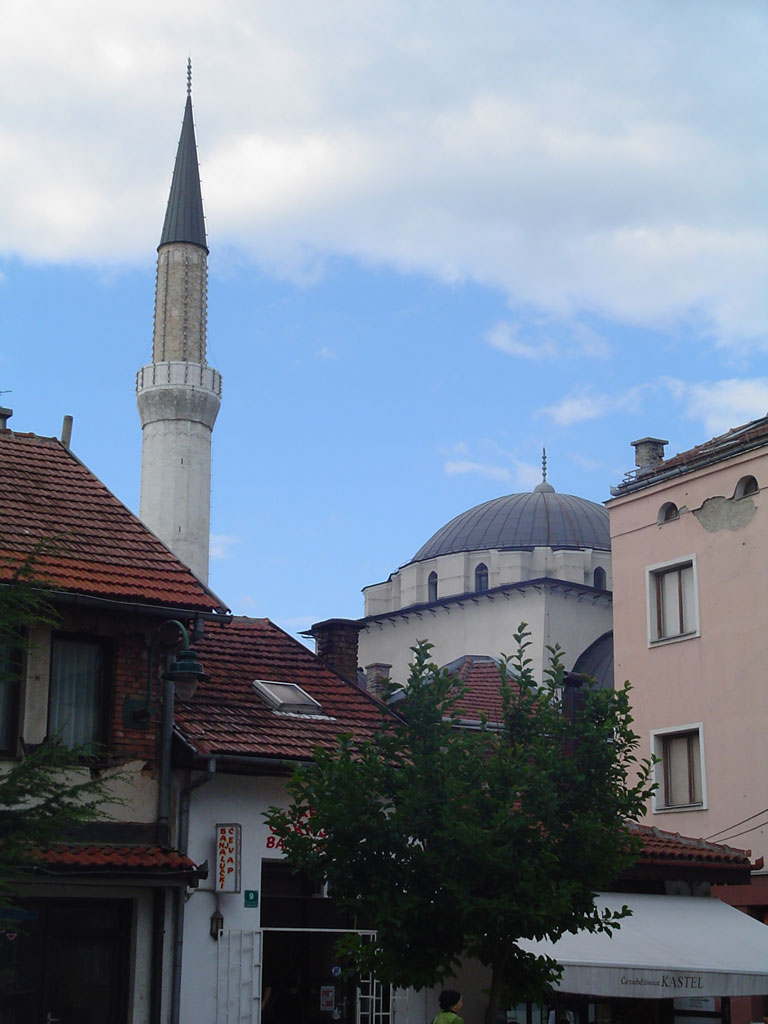
Veduta dal mercato
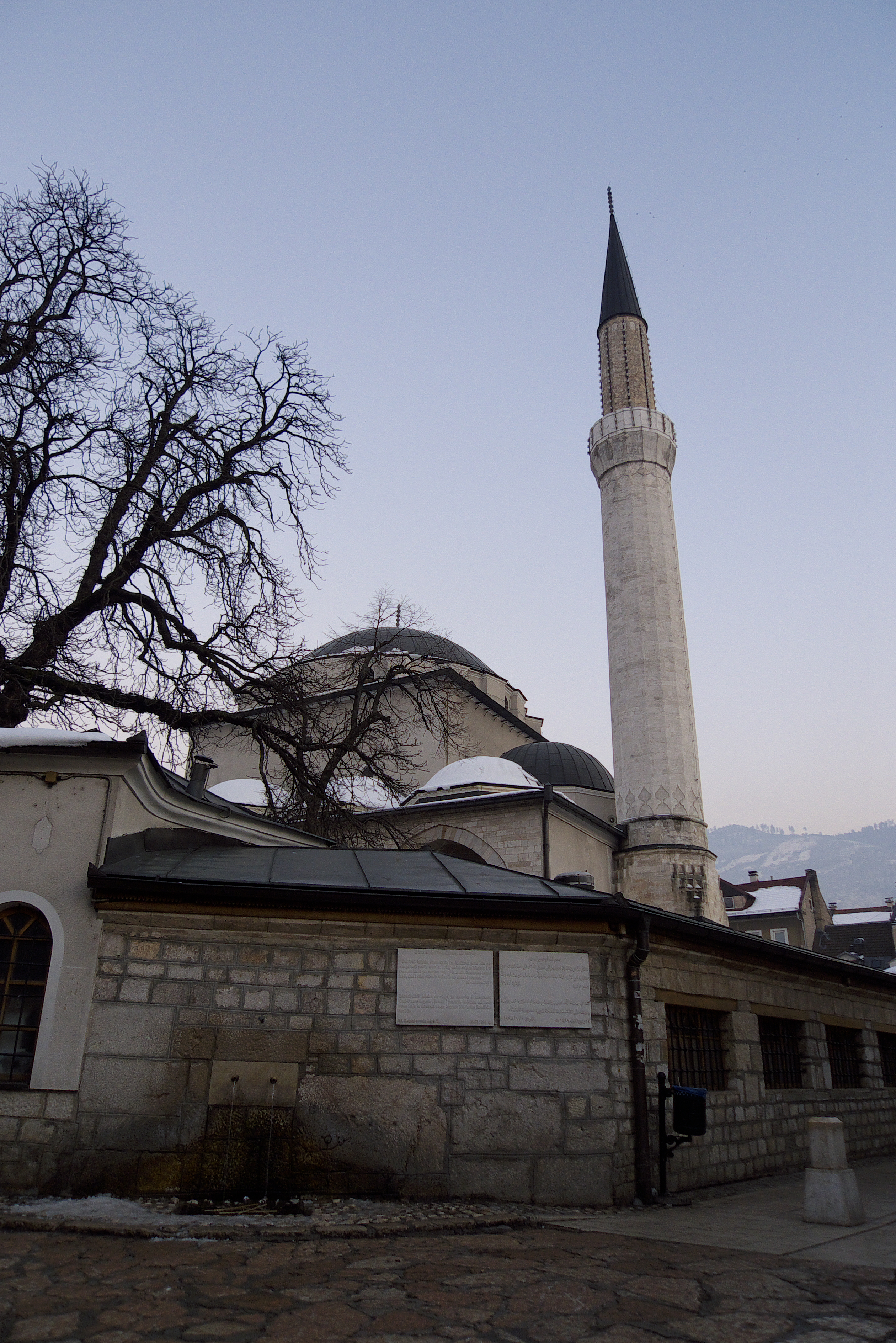
Veduta dall'esterno del recinto del cortile
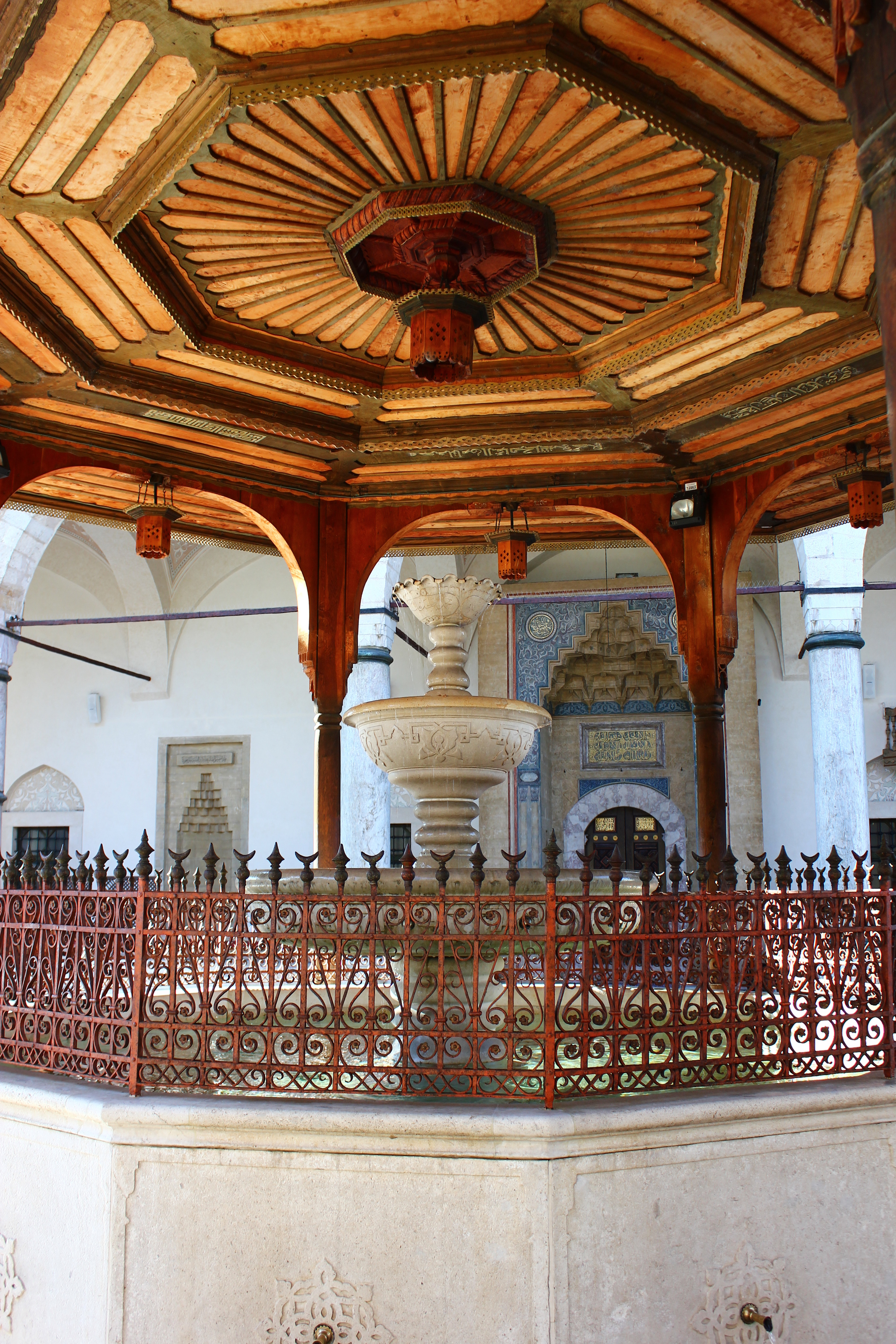
La fontana delle abluzioni nel cortile della moschea
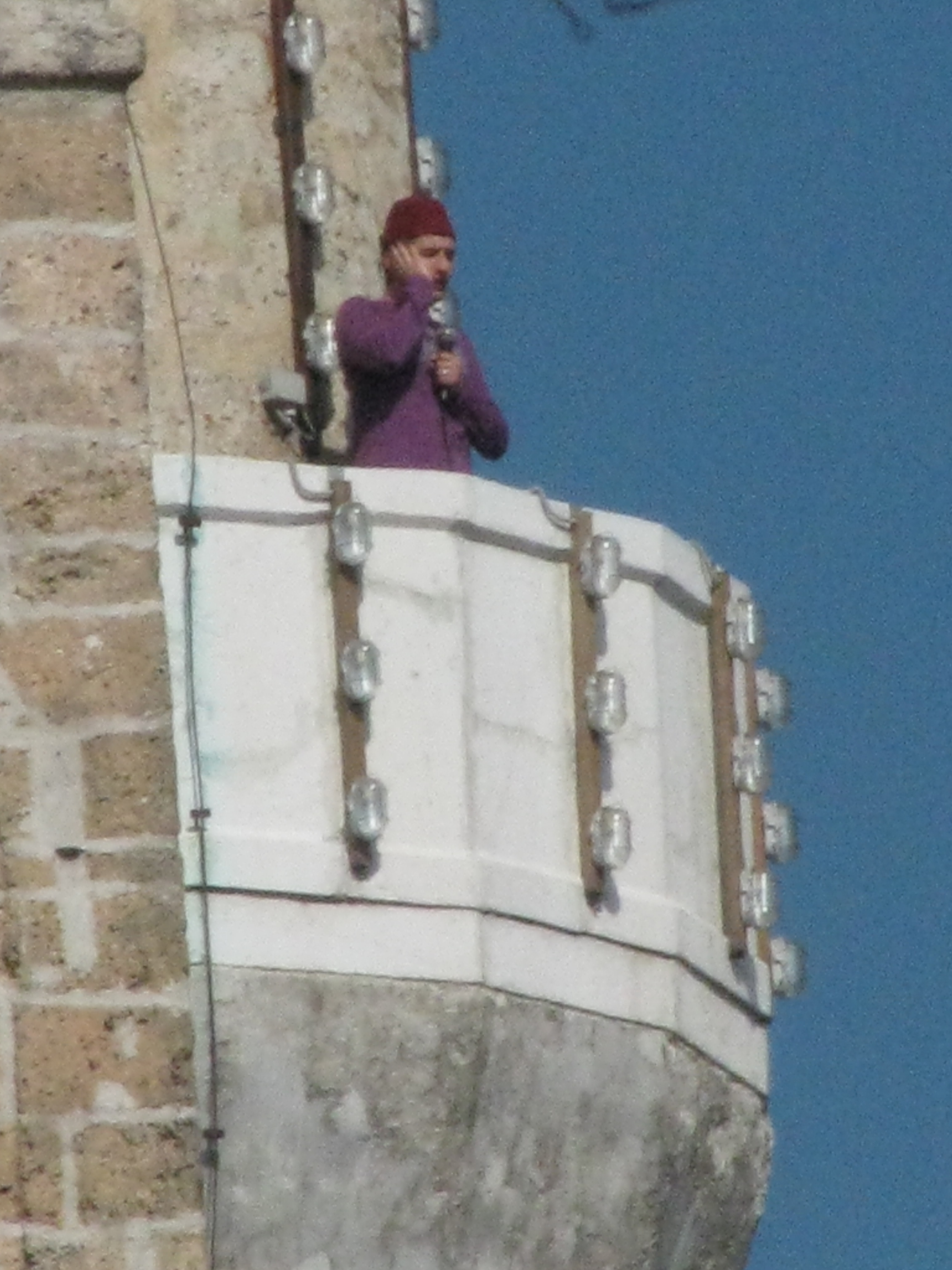
La chiamata alla preghiera